# Ryabchikovita
La ryabchikovita és un mineral de la classe dels silicats que pertany al subgrup dels clinopiroxens. Rep el nom del geoquímic rus Igor Ryabchikov (Moscou, URSS, 9 de setembre de 1937 - 27 de novembre de 2017), professor de l'Institut de Geologia dels Dipòsits de Mineral, Petrografia, Mineralogia i Geoquímica de l'Acadèmia Russa de Ciències.

## Característiques
La ryabchikovita és un piroxè de fórmula química CuMgSi₂O₆. Va ser aprovada com a espècie vàlida per l'Associació Mineralògica Internacional l'any 2021 i publicada en el mes de juliol de 2023. Cristal·litza en el sistema monoclínic.
L'exemplar que va servir per a determinar l'espècie, el que es coneix com a material tipus, es troba conservat a les col·leccions del Museu Mineralògic Fersmann, de l'Acadèmia de Ciències de Rússia, a Moscou (Rússia), amb el número de registre: 5642/1.

## Formació i jaciments
Va ser descoberta a Rússia, concretament a la fumarola Arsenàtnaia del volcà Tolbàtxik, al krai de Kamtxatka. Aquest indret és l'únic a tot el planeta on ha estat descrita aquesta espècie mineral.